# Comtat de Mayo
El comtat de Mayo (gaèlic irlandès Mhaigh Eo o pla dels teixos) és un comtat de la província de Connacht (República d'Irlanda). Està situat en la costa oest d'Irlanda, i és el tercer més gran dels trenta-dos que formen el país. Es troba a la província de Connacht. La capital és Castlebar. A la província es troba la localitat de Knock, famosa per ser un lloc sagrat en la religió catòlica per les aparicions de la Mare de Déu; actualment es coneix com la Lorda irlandesa. En aquesta ciutat està el Santuari de Knock, un dels monuments més visitats d'Irlanda.

## Situació de l'irlandès
El 9% de la població del comtat de Mayo viu a la Gaeltacht. La Gaeltacht de Mayo és la tercera més gran d'Irlanda amb 10.886 habitants, i la ciutat més important és Toormakeady (Tuar Mhic Éadaigh). Totes les escoles de l'àrea fan les classes totalment en irlandès, i endemés hi ha quatre gaelscoileanna a les quatre principals ciutats del comtat.

## Ciutats del Comtat

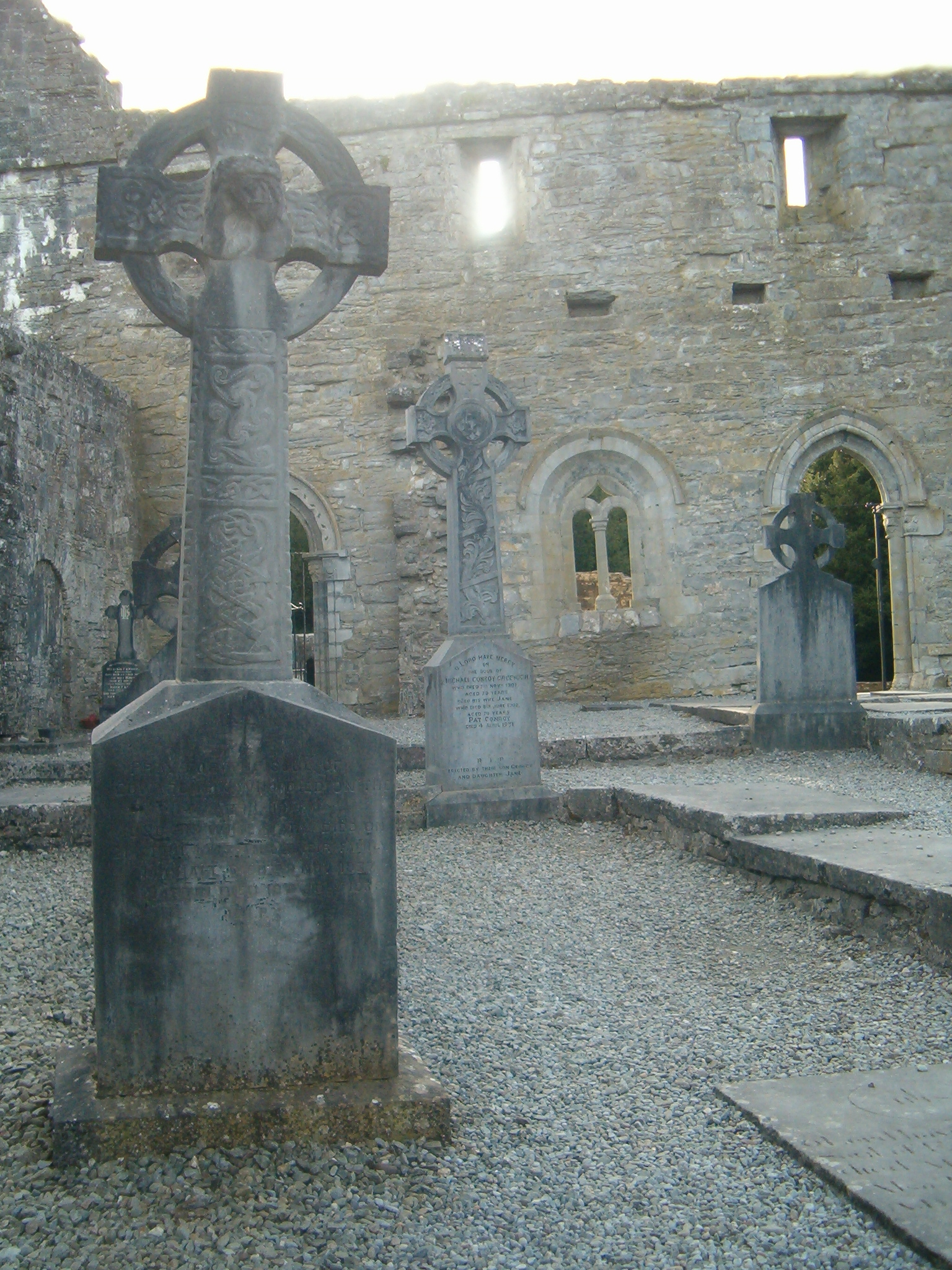
Abadia de Cong

- Achill Sound (Gob an Choire), Aughagower, Aughleam (An Eachléim)
- Balla, Ballina, Ballindine, Ballinrobe, Ballintubber, Ballycastle, Ballyhaunis, Bangor Erris, Bekan, Bellavary, Belderrig (Béal Deirg), Belmullet (Béal an Mhuirthéad)
- Carracastle, Carrowteige (Ceathrú Thaidhg), Castlebar, Castlehill, Charlestown, Claremorris, Cong, Cregganbaun, Cross, Crossmolina
- Foxford
- Hollymount
- Keel, Kilkelly, Killala, Kilmaine, Kilmovee, Kiltimagh, Knock
- Lecanvey, Louisburgh
- Mayo, Mulrany, Murrisk
- Neale, Newport
- Partry, Pontoon
- Ross Port (Ros Dumhach)
- Shrule, Strade, Swinford
- Toormakeady (Tuar Mhic Éadaigh)
- Westport

## Baronies

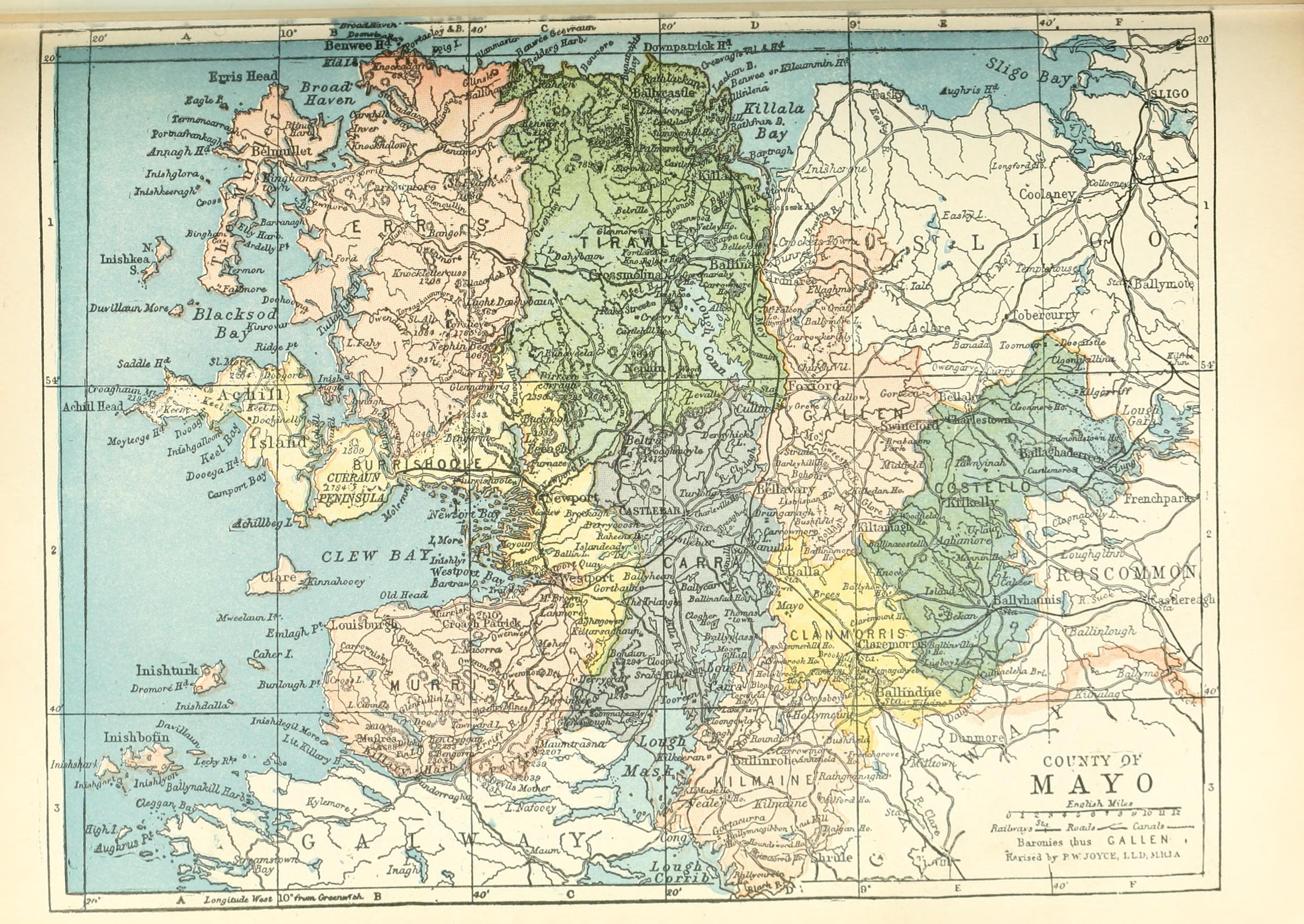
Mapa del comtat de Mayo amb les seves 9 baronies

Hi ha nou baronies històriques, quatre al nord i cinc al sud del comtat:
North Mayo
- Erris (al nord-oest conté Belmullet, Gweesalia, Bangor Erris, Kilcommon, etc.)
- Burrishoole (a l'oest conté Achill, Mulranny i Newport (Mayo))
- Gallen (a l'est conté Bonniconlon, Foxford)
- Tyrawley (north east containing Ballina, Ballycastle, Killala)

South Mayo
- Clanmorris, (sud-est - Claremorris i Balla)
- Costello (est sud-est conté Kilkelly Ballyhaunis), etc.
- Murrisk al sud-oest conté Westport, Louisburgh, Croagh Patrick, etc.)
- Kilmaine (al sud conté Ballinrobe, Cong, etc.)
- Carra (al sud conté Castlebar, Partry, etc.)